# Championnats d'Europe d'aviron 1947
Navigation
Édition précédente Édition suivante
Les championnats d'Europe d'aviron 1947, trente-neuvième édition des championnats d'Europe d'aviron, ont lieu en 1947 à Lucerne, en Suisse.

## Podiums

### Hommes
| Épreuves             | Or | Argent | Bronze |
| -------------------- | --- | --- | --- |
| Skiff M1x            | Jean Séphériades (FRA) | Ben Piessens (BEL) | Hansjakob Keller (SUI) |
| Deux de pointe M2-   | Danemark Søren Jensen Jørn Snogdahl | Autriche Gert Watzke Kurt Watzke | France Jérôme Havlik Pierre Rivière |
| Deux de couple M2x   | Pays-Bas Henk van der Meer Tom Neumeier | Suisse Arnoldo Gianella Ilvo Prosperi | Tchécoslovaquie Jaroslav Vavrena Frantisek Vrba |
| Deux barré M2+       | Hongrie Béla Zsitnik Antal Szendey Szaniszlo Latinovits (barreur)                                                                                                  | Italie Giovanni Steffè Aldo Tarlao Alvino Grio (barreur)                                                                                            | Danemark Finn Pedersen Tage Henriksen Carl-Ebbe Andersen (barreur)                                                                                   |
| Quatre de pointe M4- | Italie Giuseppe Moioli Elio Morille Giovanni Invernizzi Franco Faggi                                                                                               | Tchécoslovaquie Karel Vaněk Josef Schejbal Jiří Romovacek Václav Roubík                                                                             | Suisse Hermann Betschart Ernst Rufli Gotthard Oehninger Karl Schmid                                                                                  |
| Quatre barré M4+     | France Jean-Paul Pieddeloup Claude Lowenstein Gérald Maquat Jean Roulin Marcel Boigegrain (barreur)                                                                | Italie Reginaldo Polloni Riccardo Cerutti Renato Macario Francesco Gotti Domenico Cambieri (barreur)                                                | Tchécoslovaquie Bogdan Kopecky Miroslav Merk Miroslav Ptacek Jaroslav Dlohoska Zdenek Dvorak (barreur)                                               |
| Huit M8+             | Italie Angelo Fioretti Mario Acchini Fortunato Maninetti Bonifacio De Bortoli Enrico Ruberti Pietro Sessa Ezio Acchini Luigi Gandini Alessandro Bardelli (barreur) | Danemark Charles Willumsen Holger Larsen Niels Rasmussen Ib Nielsen Jarl Emcken Poul Korup Børge Hougaard Gerhardt Sørensen Niels Wamberg (barreur) | Suisse Walter Stapfer Erich Schriever Rudolf Reichling Peter Stebler Émile Knecht Heiri Zoller Fritz Stapfer Jakob Knöpfel Franco Brentani (barreur) |